# Толмінський Лом
Толмінський Лом (словен. Tolminski Lom) — поселення в общині Толмин, Регіон Горишка, Словенія. Висота над рівнем моря: 599,6 м. Розміщене на пагорбах на південь від Мост на Сочі.